# Witkeelgoean
De witkeelgoean (Pipile grayi) is een vogel uit de familie sjakohoenders en hokko's (Cracidae). De wetenschappelijke naam van de soort is voor het eerst geldig als soort (Penelope grayi) gepubliceerd in 1870 door August von Pelzeln. Het is een voor uitsterven gevoelige vogelsoort. De soort wordt ook wel beschouwd als een ondersoort van P. pipele.

## Kenmerken
Dit hoen lijkt sterk op de trinidadblauwkeelgoean en is gemiddeld 69 cm lang, overwegend zwartbruin met een donkerblauwe glans en heeft opvallende witte punten aan de vleugeldekveren, De poten zijn rood en de naakte huid rond het oog en de onderkant van de snavel zijn lichtblauw, met onder de snavel een lel die niet duidelijk blauw is, maar eerder wit, met iets van blauw.

## Verspreiding en leefgebied
De vogel komt voor in het zuidwesten van Brazilië, zuidoostelijk Peru en het noordoosten van Paraguay.

## Status
De grootte van de populatie is niet gekwantificeerd, maar de populatie-aantallen nemen af door habitatverlies. Om deze redenen staat deze soort als gevoelig op de Rode Lijst van de IUCN.